# Ik hou van jou
 "Ik hou van jou", canção da Holanda no Festival Eurovisão da Canção 1984.
"Ik hou van jou" ("Amo-te") foi a canção holandesa no Festival Eurovisão da Canção 1984, interpretada em neerlandês por Maribelle (nome verdadeiro: Marie Kwakman). O tema tinha letra e música de Peter van Asten e Richard Debois. A orquestração esteve a cargo do maestro Rogier van Otterloo.
A canção é uma balada de amor. Maribelle canta que simplesmente não consegue viver sem o seu amado, que aparece depois de a ter deixado e pede-lhe que volte e fazer com que a vida dela tenha algum significado.
A canção era tido com favorita, se bem que tenha terminado num modesto 13.º lugar. A canção holandesa foi a 11.ª a ser interpretada na noite do evento, a seguir à canção dinamarquesa "Det' lige det", interpretada pelos Hot Eyes e antes da canção jugoslava "Ciao, amore"., interpretada pelo duo Izolda & Vlado.Terminou num modesto 13.º lugar e recebeu 34 pontos (muito longe do que se esperava, atendendo que era uma das favoritas para vencer o certame).
Apesar da fraca classificação, o certo é considerada como uma das melhores canções em neerlandês no Festival Eurovisão da Canção e deverá continuar a sê-lo, visto que desde 1999 os Países Baixos e a Bélgica (parte deste país que fala neerlandês), os representantes daquele países cantam todos em inglês.